# داستين وود
داستين وود هو لاعب هوكي الجليد كندي، ولد في 21 مايو 1981 في سكاربورو، تورنتو في كندا.

## وصلات خارجية
- داستين وود على موقع دوري الهوكي الوطني (الإنجليزية)
- داستين وود على موقع EliteProspects.com (الإنجليزية)
- داستين وود على موقع Eurohockey.com (الإنجليزية)
- داستين وود على موقع HockeyDB.com (الإنجليزية)